# Aureliano Torres
Pour les articles homonymes, voir Torres.
Aureliano Torres (né le 16 juin 1982) est un joueur de football paraguayen.

## Biographie
Depuis 2007, il joue en Argentine pour San Lorenzo qui, en début de saison, a remporté la Clausura. Il joue comme milieu de terrain gauche, bien qu'il puisse aussi jouer comme ailier.
Il a fait partie de l'équipe de football qui a gagné la médaille d'argent aux Jeux olympiques de 2004 ; après avoir atteint les quarts de finale avec deux victoires dans les matchs de qualification, elle a battu la Corée du Sud en quarts de finale, puis l'Irak en demi-finale, avant de s'incliner en finale devant l'Argentine.
Il fait partie des 23 joueurs paraguayens sélectionnés pour participer à la Coupe du monde 2010.